# Provinciaal monument

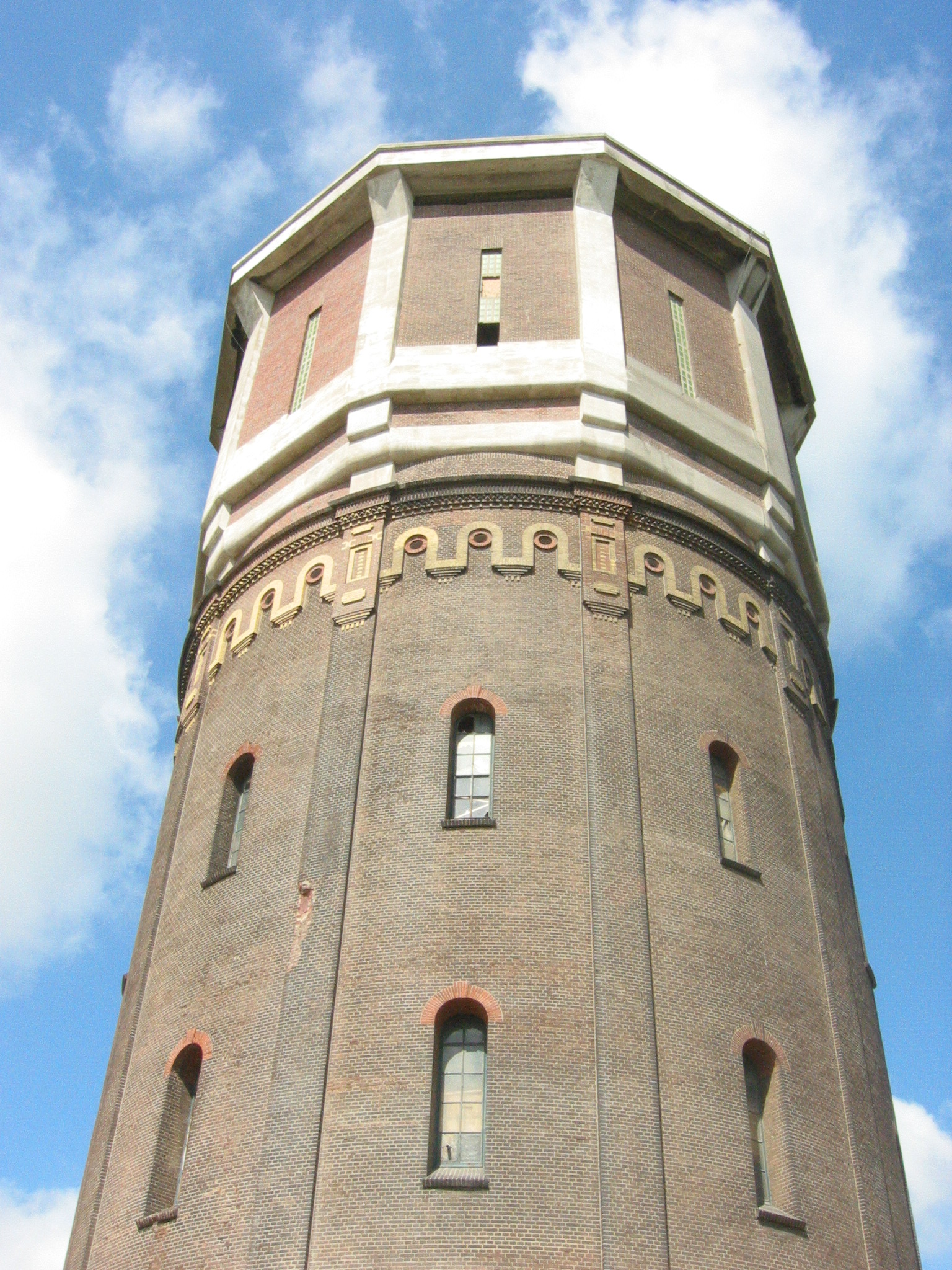
De watertoren van Assendelft is een provinciaal monument.

Een provinciaal monument is een bouwwerk, archeologische vindplaats of landschappelijke structuur die op grond van een provinciale monumentenverordening bescherming geniet vanwege bijzondere cultuurhistorische of architectonische waarde. Objecten met een provinciale monumentstatus zijn vaak van regionaal belang, terwijl monumenten die van nationaal of internationaal belang zijn, zijn ingeschreven in een nationaal register.

## Nederland
De objecten die van nationaal belang zijn, zijn als rijksmonument ingeschreven. Het is in Nederland ook mogelijk om als gemeentelijke monumenten aangemerkt te worden, deze objecten hebben dan juist een plaatselijk belang. Provinciale monumenten komen alleen voor in Drenthe en Noord-Holland, al voert de Nederlandse provincie Limburg een provinciaal beleid ten aanzien van haar (rijks)monumenten.

## Zuid-Afrika
In Zuid-Afrika geldt sinds 2000 ook een provinciaal monumentenbeleid. Alleen Kwazulu-Natal heeft een eigen erfgoedwetgeving.

## Monumentenlijsten
- Lijst van provinciale monumenten in Drenthe
- Lijst van provinciale monumenten in Noord-Holland